# Comitatul Bichiș
Comitatul Bichiș, cunoscut și ca Varmeghia Bichișului (în maghiară Békés vármegye, în germană Komitat Bekesch, în latină Comitatus Bekesiensis), a fost o unitate administrativă a Regatului Ungariei și a Republicii Ungare din secolul XI și până în 1950. În prezent, majoritatea teritoriului fostului comitat face parte din județul Bichiș (aflat în sud-estul Ungariei). Capitala comitatului a fost orașul Giula (în maghiară Gyula, în germană Deutsch-Jula).

## Geografie
Comitatul Bichiș se învecina la vest cu Comitatul Ciongrad (Csongrád), la nord cu comitatele Jász-Nagykun-Szolnok și Hajdú, la est cu Comitatul Bihor (Bihar) și la sud cu comitatele Arad și Cenad (Csanád). Râul Criș (Körös) curgea pe teritoriul comitatului. Suprafața comitatului în 1910 era de 3.670 km², incluzând suprafețele de apă.

## Istorie
Comitatul Bichiș este unul dintre cele mai vechi comitate din Regatul Ungariei, el fiind atestat încă din secolul XI. Granițele comitatului au fost rectificate de-a lungul vremii.
În anul 1950, după cel de-al doilea război mondial, teritoriul comitatului Bichiș a fost extins cu:
- partea de nord-est a fostului comitat Cenad-Arad-Torontal (partea ungurească a comitatului antebelic Arad și partea de nord-est a comitatului antebelic Cenad)
- o parte din fostul comitat Bihor (zona din jurul orașelor Șărcad (Sarkad) și Okány)
- o parte din Comitatul Jász-Nagykun-Szolnok (zona din jurul orașului Devănești (Dévaványa))

Astfel, comitatul Bichiș a fost desființat și majoritatea teritoriului său a format județul Bichiș din cadrul noului stat Ungaria.

## Demografie
În 1910, populația comitatului era de 298.710 locuitori, dintre care: 
- Maghiari -- 219.261 (73,40%)
- Slovaci -- 66.770 (22,35%)
- Români -- 6.125 (2,05%)
- Germani -- 6.048 (2,02%)

## Subdiviziuni
La începutul secolului 20, subdiviziunile comitatului Bichiș erau următoarele:
| Districte (járás)                          | Districte (járás)        |
| District                                   | Capitală                 |
| ------------------------------------------ | ------------------------ |
| Békés                                      | Békés (Bichiș)           |
| Békéscsaba                                 | Békéscsaba (Bichișciaba) |
| Gyoma                                      | Gyoma                    |
| Gyula                                      | Gyula (Giula)            |
| Orosháza                                   | Orosháza                 |
| Szarvas                                    | Szarvas                  |
| Szeghalom                                  | Szeghalom                |
| Districte urbane (rendezett tanácsú város) |                          |
| Gyula (Giula)                              |                          |